# Кардарели (Терамо)
Кардарели (итал. Cardarelli) је насеље у Италији у округу Терамо, региону Абруцо.
Према процени из 2011. у насељу је живело 15 становника. Насеље се налази на надморској висини од 449 м.